# Solon Irving Bailey
Solon Irving Bailey (29 de diciembre de 1854, Lisbon (Nuevo Hampshire) – 5 de junio de 1931, Norwell (Massachusetts)) fue un astrónomo estadounidense descubridor del asteroide (504) Cora el 30 de junio de 1902.
Se unió al personal del Observatorio Harvard College en 1887. Obtuvo una maestría de allí en 1888, además de su anterior MA en la Universidad de Boston.
Después de que el observatorio recibiera el legado "Fondo Boyden" por voluntad de Urías A. Boyden, Bailey jugó un papel importante en la búsqueda de un sitio para la "Estación Boyden" en Arequipa, Perú, y estuvo a cargo de la misma desde 1892 hasta 1919. También fue uno de los primeros en llevar a cabo estudios meteorológicos en Perú, viajando extensivamente en áreas desoladas a gran altura. La estación Boyden fue trasladada a Sudáfrica en 1927 debido a las mejores condiciones climáticas y se hizo conocido como el Observatorio Boyden.
Hizo extensos estudios de estrellas variables de cúmulos globulares en los cielos del sur. También midió el periodo de la curva de luz de (433) Eros durante su oposición en 1903 con gran precisión.
Bailey estaba actuando como director del Harvard College Observatory 1919-1921 después de la muerte de Edward Charles Pickering y antes de la designación de Harlow Shapley. Trabajó como un colega de alto nivel con Henrietta Swan Leavitt. Fue elegido miembro de la Academia Americana de las Artes y las Ciencias en 1892.

## Asteroides descubiertos
Bailey descubrió solamente 1 asteroide:
| (504) Cora | 30 de junio de 1902 |

### Abituarios
- Delury, R. E.; Harper, W. E. (1931). «News and Comments». Journal of the Royal Astronomical Society of Canada 25: 266. Bibcode:1931JRASC..25..266D.

- «Obituary Notices : Associates :- Bailey, Solon I». Monthly Notices of the Royal Astronomical Society 92: 263. 1932. Bibcode:1932MNRAS..92..263..

## Otras lecturas
- Dieke, Sally (1970). «Bailey, Solon Irving». Dictionary of Scientific Biography 1. New York: Charles Scribner's Sons. pp. 397-398. ISBN 0-684-10114-9.

- Datos: Q1399047